# 薛文淑
薛文淑（1905年3月30日—1994年9月11日）女，上海松江五厍人。李书城的夫人。

## 生平
1921年春，薛文淑与李书城在上海望志路（今中共一大会址，兴业里）结婚，新房设在望志路108号楼上。 中共一大在他们家召开。1954年，薛文淑参观一大会址时，曾指出李达对中共一大具体会址的错误指认。
中华人民共和国成立后，薛文淑先后在中央人民政府农业部、全国人大常委会、中国科学院、国务院机关事务管理局等单位工作。年老病重后，返回上海市松江区五厍居住到去世。
1994年9月11日，薛文淑病逝，享年89岁。其骨灰葬于上海浦南陵园。